# Клан Макиннс

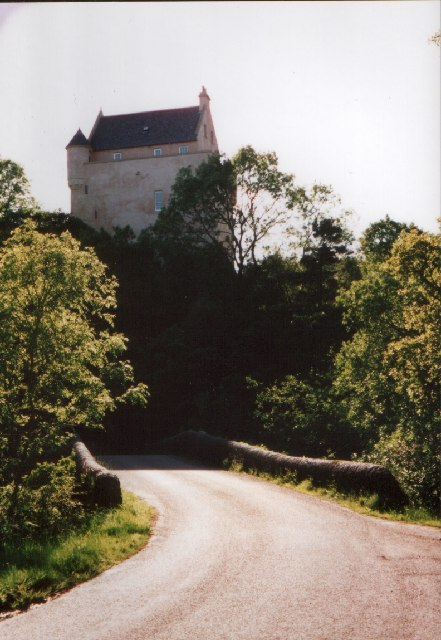
Замок Кинлохалин в Лохалине (Морверн), бывшая историческая резиденция вождей клана Мак-Иннс

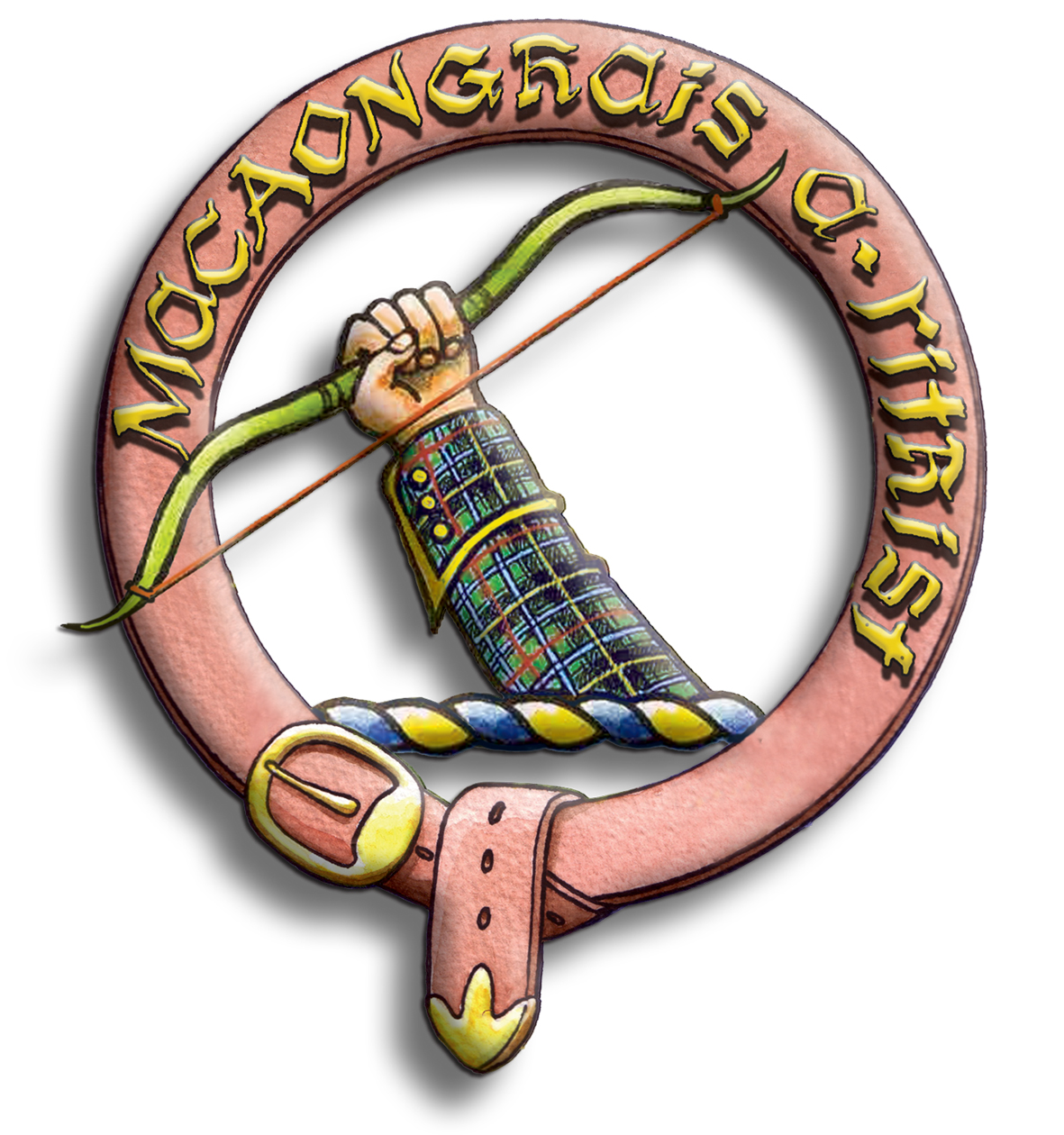
Новый герб клана Мак-Иннс, утвержденный Лордом Лайоном.

Клан Мак-Иннс (шотл. — Clan MacInnes) — один из древних кланов горной Шотландии (Хайленда). Сейчас клан не имеет признанного герольдами вождя клана, поэтому называется в Шотландии (как и другие кланы без вождей) «кланом оруженосцев».
- Девиз клана: «Ghift Dhe agus Righ!» — «По милости Бога и Короля!» (гэльск.)

## История клана Мак-Иннс

### Происхождение
Клан Мак-Иннс ирландского происхождения. Имя клана Мак-Иннс происходит от гэльских слов Mac Aonghais — Мак Энгаш — Сын Энгуса. Имя Энгус (Ангус) происходит из древнеирландского aon — один, уникальный и gusa — выбор. То есть «уникальный выбор», «выбор», «избранный». Это имя впервые для Шотландии указывается в книге VII века «Senchus fer n-Alban» — «История людей Альбы (Шотландии)».

### Прибытие в Шотландию
Предки клана Мак-Иннс были среди первых ирландских переселенцев в землях Айлей, Джура и Кинтайл в регионе, что называется ныне Аргайл в нынешней Шотландии. Они переселились на территорию Шотландии из древнего ирландского королевства Дал Риада в IV—V веках. Это были племена скоттов. Покорение этих земель начал король Дал Риада Фергус Мор (ирл. — Fergus Mór) и его братья Лоарн (Loarn) и Энгус (Óengus). Королевство Дал Риада расширяло свои владения, покоряя земли юго-западной части королевства пиктов Альба.
Энгус, покорив эти земли, стал судьей королевства Дал Риада и основывал колонии ирландцев в нынешней Шотландии. Энгус был первым из клана Мак-Иннс, кто был похоронен в монастыре на острове Иона (Айона). Королевство Дал Риада крепло и, наконец, покорило всё королевство Альба, частично истребив, частично ассимилировав пиктов.

### Возвышение и падение
Клан Мак-Иннс владел островом Иона — островом, где был основан монастырь, ставший центром христианства всех Британских островов. Клан Мак-Иннс в раннем средневековье славился как клан искусных мореплавателей. Все вожди клана Мак-Иннс были похоронены на острове Иона. Не случайно святой Колумба выбрал именно остров Иона для создания центра христианства. Церковь святого Колумбы и до сих пор стоит в Лохалине, возле замка Кинлохалин — замка клана Мак-Иннс. В IX веке клан перебрался с островов в земли Аргайл, Морверн и Ардгар. Это было связано с бесконечными набегами викингов, которые разграбили монастырь на острове Иона.
До XII века клан Мак-Иннс владел землями Морвен у озёр Лох-Сунарт, Лох-Линне и острова Малл. Был построен замок Кинлохалин, что стал резиденцией вождя клана. Викинги продолжали нападать на эти земли, и кланы скоттов объединились в Союз Гилливрея (гэльск. — Siol Gillebride) — «Семья слуг святого Бриде» для защиты от викингов. В союз вошли кланы: Мак-Гилливрей, Мак-Мастер (гэльск. — MacMaster), Мак-Экерн (гэльск. — MacEacharn) и Хаттан. Союз возглавил Сомерлед (гэльск. — Somerled), который погиб в 1164 году. Его отец был вождем клана Мак-Энгайс (гэльск. — MacAonghais). Внук Сомерледа был основателем кланов Мак-Дональд и Мак-Дугалл.
В середине XIV века последний вождь клана Мак-Иннс был убит вместе со своими сыновьями по приказу лорда Островов Джона Мак-Дональда. Вождь клана Мак-Иннс посоветовал Джону Макдональду развестись с женой Эми Мак-Руаири (гэльск. — Эми MacRuari) и жениться на дочери короля Шотландии Роберта II. Эми узнала об этом и решила отомстить. Она рассказала Джону, что вождь клана Мак-Иннс в резиденции Джона на острове Иона разводит собак. Джон разозлился и подговорил Дональда, сына Лахлана Мак-Лина, убить вождя клана Мак-Иннс и его сыновей. Убийства были совершены в замке Ардторниш на острове Южный Малл. Как награду клан Маклин получил земли и замок Ардгор. Клан Мак-Иннс остался без вождя и люди клана были рассеяны по землям Аппин, Скай, Крейгниш и Лохабер. Некоторые из людей клана продолжали удерживать замок Кинлохалин.

### Рассеивание
В XVI веке многие из клана Мак-Иннс переехал на земли Слит на острове Скай. Пять кораблей привезли пять семей клана Мак-Иннс на остров Скай. Мужчины из клана Мак-Иннс стали лучниками клана Мак-Киннон из Страта. Эти лучники стали известны как потомки Niall a’Bhogha или «Ниалла с Луком» (гэльск. — Sliochd Neill a’ bhogha) — линия Нейлла с Луком. Они держали у Мак-Киннонов из Страта (Strath) должность наследственных лучников (hereditary bowmen) и ферму, называвшуюся Dal na Saighdear («Поле лучника» — «Field of the Archer»), с обязанностью тренировать Мак-Киннонов в стрельбе. Другие присоединились к клану Дугалл Крэйгшниш (гэльск. — Clan Dugall Craignish). Некоторые ушли в Пертшир и присоединились к клану Мак-Грегор. Это привело к тому, что возникла путаница — иногда утверждают, что Мак-Иннс есть септ клана Мак-Грегор, что неправда. 
Точно так же клан Иннс не имеет отношения к клану Мак-Иннс. Ибо Клан Иннс возник в землях Морей значительно позже, он имеет фламандские корни.

### XVIII век — восстание якобитов
Во время восстания якобитов клан Мак-Иннс частично воевал на стороне британского правительства, но одна ветвь клана в полном составе поддержала восстание. Вообще, в 1745 году люди из клана Мак-Иннс были с обеих воюющих сторон. Потому, что одни линии и септы клана Мак-Иннс поддержали клан Кэмпбелл, который был на стороне британского правительства, другие септы (Мак-Иннсы из Морверна, Мак-Иннсы из Лохабера, Мак-Иннсы из Аппина) поддержали кланы, которые подняли восстание в пользу претендента Чарльза Эдварда Стюарта. Много людей клана Мак-Иннс полегли в боях, другие были затем схвачены и повешены. Дональд Ливингстон, 18-летний сын Анны Мак-Иннс из Морверна, спас знамя повстанцев после поражения при Куллодене. Сейчас это знамя находится в Музее Шотландии. Павшие были похоронены на кладбище Киэл Кирк (гэльск. — Kiel Kirk) в Лохалине (Морверн), которое существует и сегодня. Джона Мак-Иннса схватили и пытали — он знал, где скрывается Чарльз Эдвард Стюарт, но не выдал тайну. Многие Мак-Иннсы переселились тогда в Северную Каролину и приняли участие в Американской войне за независимость. Они громили британцев в Нью-Йорке и Галифаксе, а в 1781 г. участвовали в разгроме лорда Корнуоллиса под Йорктауном. 

### Массовая эмиграция
В 1790—1840 годах люди из клана Мак-Иннс, преимущественно жившие в Морверне и острове Скай, вынуждены были бросать свои земли и отправиться в эмиграцию. Нищета, неурожаи, высокая арендная плата вынуждали людей бросать свои земли. Горы Хайленда пустели. И только многочисленные древние кладбища на островах Малл, Скай и Иона хранят имена бывших владельцев этих земель. Сегодня потомки эмигрировавших в то время Мак-Иннсов живут в основном на северо-востоке и юге США, на востоке Канады и в Австралии.

### Септы клана Мак-Иннс
Angus, Canch, Cansh, Caunce, Hance, MacAngus, MacAinish, MacAinsh, MacAneiss, MacAninch, MacAninsh, MacAnsh, MacAonghais, MacAonghuis, MacCainsh, MacCance.